# Laurence Tribe
Laurence Henry Tribe (født 10. oktober 1941) er en professor i statsret ved Harvard Law School og Carl M. Loeb University Professor. Han arbejder også som konsulent for advokatfirmaet Akin Gump Strauss Hauer & Feld.
Tribe anerkendes bredt som en af de største eksperter i statsret i USA. Han har skrevet American Constitutional Law (1978), som er det mest citerede værk i sit felt, og har talt for USA's Højesteret 34 gange. 